# Orland (Califòrnia)
Orland és una població dels Estats Units a l'estat de Califòrnia. Segons el cens del 2007 tenia 7.029 habitants.

## Demografia
Segons el cens del 2000, Orland tenia 6.281 habitants, 2.190 habitatges, i 1.568 famílies. La densitat de població era de 958,5 habitants/km².
Dels 2.190 habitatges en un 41,2% hi vivien nens de menys de 18 anys, en un 50,6% hi vivien parelles casades, en un 13,9% dones solteres, i en un 28,4% no eren unitats familiars. En el 23,3% dels habitatges hi vivien persones soles el 12,9% de les quals corresponia a persones de 65 anys o més que vivien soles. El nombre mitjà de persones vivint en cada habitatge era de 2,86 i el nombre mitjà de persones que vivien en cada família era de 3,36.
Per edats la població es repartia de la següent manera: un 32,6% tenia menys de 18 anys, un 9,8% entre 18 i 24, un 27,4% entre 25 i 44, un 17,1% de 45 a 60 i un 13,2% 65 anys o més.
L'edat mediana era de 31 anys. Per cada 100 dones de 18 o més anys hi havia 93,3 homes.
La renda mediana per habitatge era de 27.973 $ i la renda mediana per família de 32.792 $. Els homes tenien una renda mediana de 30.268 $ mentre que les dones 21.625 $. La renda per capita de la població era de 12.486 $. Entorn del 12,7% de les famílies i el 19% de la població estaven per davall del llindar de pobresa.

## Poblacions més properes
El següent diagrama mostra les poblacions més properes.